# Magyar nyelvű művészettörténetek listája

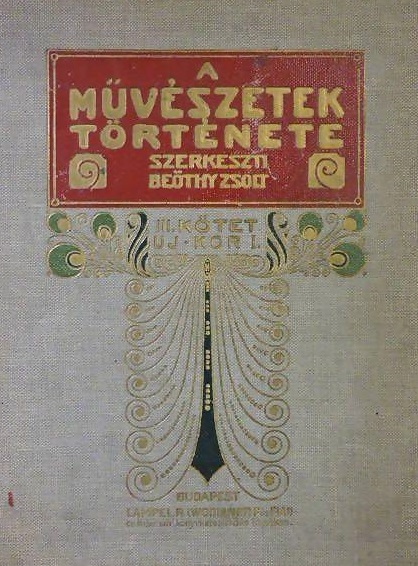
Az egyik legnagyobb magyar nyelvű művészettörténeti összefoglalás, a Beöthy Zsolt szerkesztésében megjelent, csonkán maradt A művészetek története III. kötete (Budapest, 1912)

Az alábbi lista megpróbálja összegyűjteni a jelenleg magyar nyelven létező összefoglaló művészettörténeti műveket.

## Egyetemes általános művészettörténetek
- Pasteiner Gyula: A művészetek története – A legrégibb időktől napjainkig, Franklin-Társulat , Budapest, 1885
- Prém József: A képzőművészetek története. Az építés, szobrászat és képírás fejlődése a legrégibb időktől napjainkig, Stampfel Károly kiadása, Pozsony, 1896 (Egyetemes Ismeretek Tára-sorozat)
- Czimer Károly: A művelődés és művészet története, mindkét nembeli ifjúság számára, Franklin-Társulat, Budapest, 1897
- Morvay Győző – Gerecze Péter: A képzőművészetek története, Lampel Róbert (Wodianer F. és Fiai) Cs. és Kir. könyvkereskedése, Budapest, 1900 (Ifjúsági Könyvtár-sorozat)
- Berecz Sándor: A képzőművészetek története 70 ábrával, Franklin-Társulat, Szentes, 1904
- Reinach Salamon: A művészet kis tükre. A képzőművészetek általános története, Athenaeum Irodalmi és Nyomdai Részvénytársulat, Budapest, 1906
- Beöthy Zsolt (szerk.): A művészetek története I–III., Lampel R. Könyvkereskedése (Wodianer F. és fiai) Részvénytársaság, Budapest, 1906–1912 (A műnek az első és a harmadik kötete jelent meg reprint kiadásban Az ókor művészete – Egyiptomi, babiloni, asszír, perzsa, görög és római építészet, szobrászat, festészet [Anno Kiadó, Budapest, 1997, ISBN 963-85389-7-x], illetve A reneszánsz művészete – Az itáliai trecento, quattrocento, és cinquecento építészete, szobrászata és festészete – A reneszánsz Magyarországon [Laude Kiadó, Budapest, é. n. /1990-es évek/, ISBN 963-7830-69-3) címen.])
- Lyka Károly: A művészet könyve, Athenaeum Irodalmi és Nyomdai Részvénytársulat, Budapest, 1909 (A Műveltség Könyvtára-sorozat)
- Kató Sándor: A képzőművészetek rövid története, Nitsmann J. kiadása, Győr, 1912
- Éber László – Felvinczi Takács Zoltán – Barát Béla: A művészet története, Budapest, 1927 (több későbbi kiadásban is)
- H. G. Wells: A művészetek fejlődése, Genius Kiadás, Budapest, 1927
- Biró Béla: A művészettörténet kézikönyve, Szent István Társulat, Budapest, é. n. [1920-as évek] (új kiadás: Black & White Kiadó , Nyíregyháza, 2003)
- Lázár Béla: Művészet. Kis művészettörténet a nagyközönség számára, Rózsavölgyi és Társa, Budapest, é. n. [1938] (reprint kiadás: Anno Kiadó, Budapest, é. n. [1990-es évek], ISBN 963-9066-38-9)
- Lyka Károly: A művészetek története I–II., Singer és Wolfner Irodalmi Intézet Rt., Budapest, 1931
- Rudnyánszky László: Művészet történelem I–II., Budapest, 1932
- Barát Béla – Bárányné Oberschall Magda – Ifj. Csemegi József – Dobrovits Aladár – Voit Pál: A szépművészetek könyve, Pesti Hirlap R. T., Budapest, 1940 (A Pesti Hírlap Könyvtára-sorozat)
- M. V. Alpatov: A művészet története I–II., Budapest, 1965
- Sógor Györgyné – Mialkovszky Mária: A képzőművészet és az iparművészet története, Budapest, 1965
- A képzőművészetek története, Közgazdasági és Jogi Könyvkiadó, Budapest, 1966 (A kultúra világa-sorozat)
- E. H. Gombrich: A művészet története, Gondolat Könyvkiadó, Budapest, 1974
- Enrico Annoscia – Marco Biscione – Rossana Bossaglia – Antinori Alessandra Cardelli: Egyetemes művészettörténet, Budapest, 1999
- Mary Hollingsworth – Zdravkova Elena: Egyetemes művészettörténet. Építészet – szobrászat – festészet, Budapest, é. n. [2000 körül]
- Julian Freeman: Művészet, Képzőművészeti Kiadó, Budapest, 2005 (Műértő-sorozat)

## Egyes korszakok egyetemes művészettörténete

### Őskor
- Hevesy Iván: Az ősművészet és a primitív népek művészete, Budapest, 1941

### Ókor

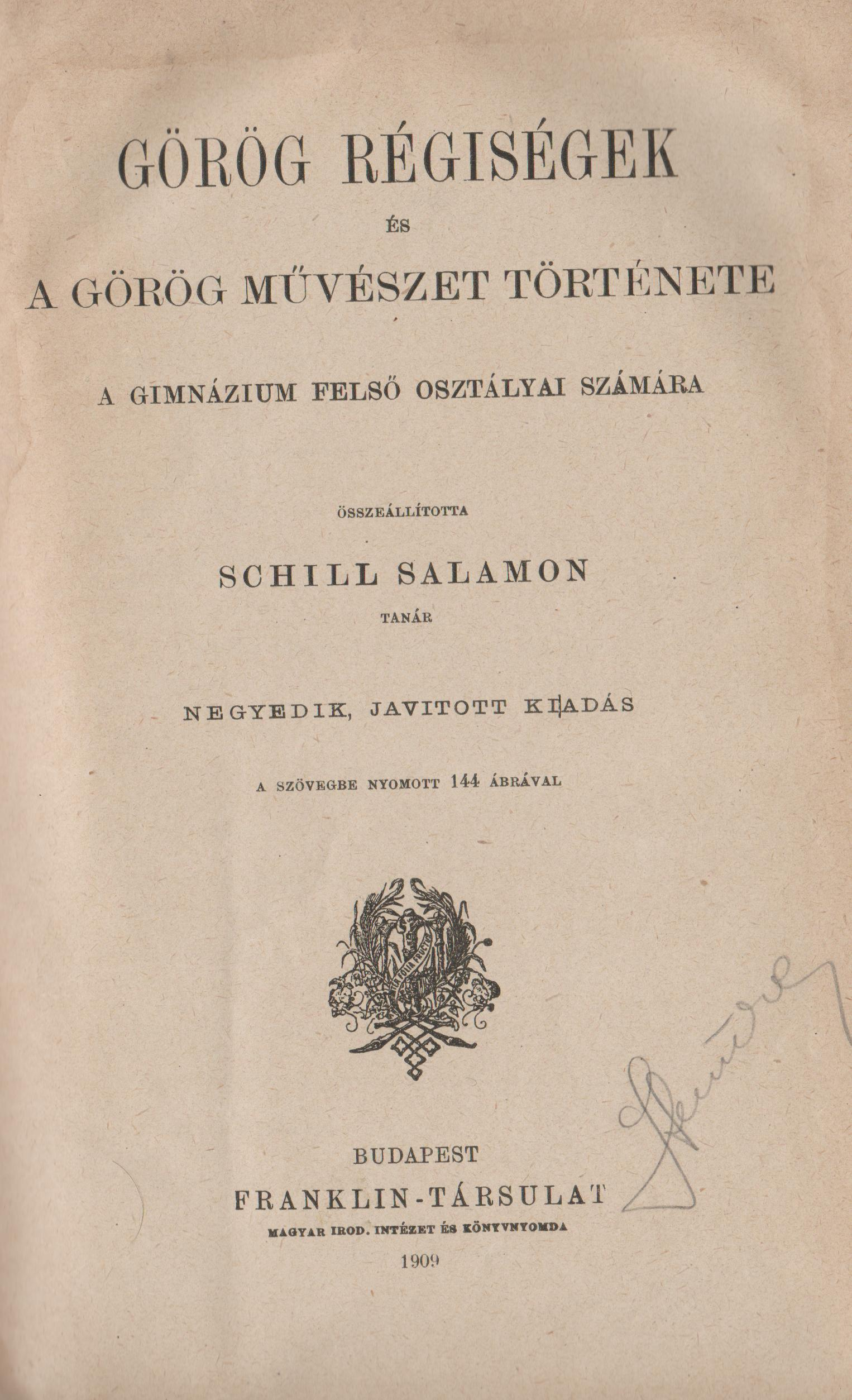
Schill Salamon: Görög régiségek és a görög művészet története

- Schill Salamon: Görög régiségek és a görög művészet története, Franklin-Társulat, Budapest, 1891
- Ménard René: Az ókori művészet története, Athenaeum Irodalmi és Nyomdai Rt., Budapest, 1892 (Történeti Kézikönyvek-sorozat)
- Kőrösy László: Egyetemes művészettörténet. I. kötet. Egyptom művészete, Budapest, 1898 (több kötet nem készült el)
- Kismarty-Lechner Jenő: Az ókori építés története, Budapest, 1922
- Hekler Antal: Antik művészet, Budapest, é. n. [1930 körül]
- Dobrovits Aladár: Egyiptom festészete, Budapest, 1944

### Középkor
- Czobor Béla: A középkori egyházi művészet kézikönyve, A Hunyady Mátyás Nyomda kiadása, Budapest, 1875
- Artner Tivadar: A középkor művészete, Budapest, 1962
- Marosi Ernő: A középkor művészete I–II., Budapest, 1996–1998

### Újkor
- Hekler Antal: A középkor s a renaissance művészete, Budapest, é. n. [1930 körül]
- Hekler Antal: Az újkor művészete, Budapest, é. n. [1930 körül] (→újraközlés: Black & White Kiadó, Nyíregyháza, 2001, ISBN 963-9330-87-6)
- Artner Tivadar: A reneszánsz művészete I–II., Budapest, 1965
- Artner Tivadar: A barokk művészete, Budapest, 1968
- Flavio Conti: A reneszánsz művészetről. Építészet, szobrászat, festészet, Budapest, 1990
- Kelényi György: A manierizmus, Budapest, 1995
- Gérard Legrand: A reneszánsz művészete, Budapest, 2000
- Edina Bernard: A modern művészet 1905–1945, Budapest, 2000
- Jannic Durand: A középkor művészete, Budapest, 2001
- Gérard Legrand: A romantika művészete, Budapest, 2001
- Nicole Tuffelli: A XIX. század művészete 1848–1905, Budapest, 2001
- Pierre Cabanne: A barokk és a klasszicizmus, Budapest, 2001

### Legújabb kor (20. század elejétől)
- Fieber Henrik: Modern művészet, Az „Élet” kiadása, Budapest, é. n. [1914] (Bibliotheca vitae. Az élet könyvei-sorozat)
- Somogyi Antal: A modern katolikus művészet, Budapest, é. n. [1930 körül]
- Jean-Louis Pradel: A jelenkor művészete, Budapest, 2002
- Amy Dempsey: A modern művészet története. Stílusok – Iskolák – Mozgalmak, Budapest, 2003
- Zwickl András: Az úgynevezett akadémikus-iskolától kezdve a legszélsőbb túlzásig – Fejezetek a modern magyar művészet történetéből 1890-1940, Budapest, 2017
- Amy Dempsey: Modern művészet, Budapest, 2020
- Amy Dempsey: Szürrealizmus, Budapest, 2020

## Egyes képzőművészeti ágak egyetemes története

### Építészettörténetek
- (szerk.) Kabdebó Gyula: Az építő művészet története az ó-korban, szerzői kiadás, Budapest, 1901
- Kabdebó Gyula: Az építészet története I–III., Ifj. Nagel Ottó kiadása, Budapest, 1907 (Építő Munkavezetők Könyvtára-sorozat)
- Détshy Mihály – Szentkirályi Zoltán: Az építészet rövid története, Budapest, 1959
- Vámossy Ferenc: Korunk építészete, Gondolat Könyvkiadó, Budapest, 1974, ISBN 963-280-056-7
- Cs. Tompos Erzsébet: A bizánci és az iszlám építészet, 1984 (Középkor)
- B. Szűcs Margit: Reneszánsz, 1985 (Újkor)
- Szentkirályi Zoltán: Barokk, 1986 (Újkor)
- Nikolaus Pevsner: Az európai építészet története. Nyugat-Európa a X. századtól a XX. századig, Budapest, 1995
- Hajnóczi J. Gyula: Keleti és átmeneti kultúrák, 1991 (Ókor 1.)
- Hajnóczi J. Gyula: Klasszikus kultúrák, 1991 (Ókor 2.)
- Zádor Mihály – Sódor Alajos: Román építészet – Gótikus építészet, 1986 (Középkor)
- Istvánfi Gyula: Népi építészet, 1997 (Őskor)
- Kalmár Miklós: Századforduló, historizmus, 2001
- Az építészet története – Az ókortól napjainkig, Budapest, 1997

Egyéb:

### Szobrászattörténetek
- Hampel József: Az antik szobrászat története, Franklin-Társulat, Budapest, 1900
- Kabdebó Gyula: A szobrászat története, Ifj. Nagel Ottó kiadása, Budapest, 1909 (Építő Munkavezetők Könyvtára-sorozat)

### Festészettörténetek
- Muther Richárd: A festőművészet története I–II., Budapest, é. n. [1920 körül]
- Lyka Károly: A képírás újabb irányai, Budapest, 1922
- Rabinovszky Máriusz: Az új festészet története 1770–1925, Budapest, 1926
- Bíró József: Európa festészete, Budapest, 1941
- Bortnyik Sándor: Kétezer év festészete, Budapest, 1943
- Michael Levey: A festészet rövid története, Budapest, 1972
- Anna-Carola Krausze: A festészet története, Budapest, 1995
- Abigail Wheatley: A festészet története, Kisújszállás, 2008
- Kovács Bernadett: A festészet története, Kisújszállás, 2010

### Iparművészettörténetek
- Henry de Morant: Az iparművészet története a kezdetektől napjainkig, Budapest, 1976
- Szilágyi Gábor: A fotóművészet története. A fényrajztól a holográfiáig., Budapest, 1982 ISBN 9633362822
- Vadas József: Üvegművészet, Budapest, 1989 ISBN 9631165329

## Magyar általános művészettörténetek
- Myskovszky Ernő: A magyar képzőművészet története, Stampfel-féle Könyvkiadóhivatal, Budapest, 1906 (Tudományos Zsebkönyvtár-sorozat)
- Fülep Lajos: Magyar művészet, Budapest, 1923
- Divald Kornél: Magyar művészettörténet, Szent István Társulat, Budapest, 1927 (Szent István Könyvek-sorozat)
- Hekler Antal: A magyar művészet története, Budapest, é. n. [1930 körül]
- Péter András: A magyar művészet története I–II., Budapest, 1930
- Genthon István: Erdély művészete, Budapest, 1936
- Bíró József: Erdély művészete, Budapest, 1941
- (szerk.) Fülep Lajos – Zádor Anna: A magyarországi művészet története I–II., Budapest, 1956
- Dercsényi Dezső – Zádor Anna: Kis magyar művészettörténet. A honfoglalás korától a XIX. század végéig, Budapest, 1980

## Egyes korszakok magyar művészettörténete

### Középkor
- Entz Géza: A középkori Magyarország művészete, Gondolat Kiadó-Képzőművészeti Alap Kiadóvállalata, Budapest, 1959
- Dienes István: A honfoglalás kora, Budapest, 1970
- Dercsényi Dezső: Románkor, Budapest, 1970
- Entz Géza: Gótika, Budapest, 1970

### Újkor
- Szana Tamás: Száz év a magyar művészet történetéből, Athenaeum Irodalmi és Nyomdai Részvénytársulat, Budapest, 1901
  - Lyka Károly: Magyar művészet 1800–1850, Singer és Wolfner Irodalmi Intézet Rt. Kiadása, Budapest, 1942
- Lyka Károly: Nemzeti romantika (magyar művészet 1850-1867), Singer és Wolfner Irodalmi Intézet Rt. Kiadása, Budapest, 1942
- Radocsay Dénes: Reneszánsz, Budapest, 1970
- Garas Klára: Barokk, Budapest, 1970
- Zádor Anna: Klasszicizmus, Budapest, 1971
- Végvári Lajos: Romantika-realizmus, Budapest, 1971
- Passuth Krisztina: A századforduló, Budapest, 1971
- (szerk.) Körber Ágnes: Magyar művészet 1800-tól napjainkig, Budapest, 2002

### Legújabb kor (20. század elejétől)
- Nagy Zoltán: Új magyar művészet. Száz év szobrászata és festészete, Budapest, 1941
- Németh Lajos: Két világháború között, Budapest, 1971
- Csorba Géza: A jelenkor, Budapest, 1971

## Egyes képzőművészeti ágak magyar története

### Építészettörténetek
- Foerk Ernő: A magyar építőművészet rövid története, Hungária Nyomda Részvénytársaság, Budapest, 1929
- Sódor László: Magyarország építészetének története I–II., Budapest, 1953
- szerk. Sisa József – Dora Wiebenson: Magyarország építészetének története, Vince Kiadó Kft., Budapest, 1998
- Bierbauer Virgil: A magyar építészet története, Budapest, 2004
- Magyar építészet 1945–1955, Képzőművészeti Alap Kiadóvállalata, Budapest, 1955
- Bolla Zoltán: A magyar art deco építészet – I. rész. Ariton Kft., Budapest, 2016. ISBN 978-963-12-6691-7
- Bolla Zoltán: A magyar art deco építészet – II. rész. Ariton Kft., Budapest, 2017. ISBN 978-963-12-9745-4
- Bede Béla: Magyar szecessziós építészet – 225 kiemelt épülettel, Corvina Kiadó, Budapest, 2015
- (szerk.) Beregszászi Zsolt: Alföldi szecesszió, Tóth Könyvkereskedés és Kiadó Kft., Debrecen, 2008, ISBN 978-963-596-679-0
- (szerk.) Ritoók Pál – Hollósi Nikolett: Magyar építészet – A szecessziótól napjainkig, Kossuth Kiadó, Budapest, 2004, ISBN 963-09-4495-2
- (szerk.) Rozsnyai József (szerk.): Építőművészek a historizmustól a modernizmusig, Terc Szakkönyvkiadó, Budapest,  2018, ISBN 9786155445521
- Merényi Ferenc: A magyar építészet 1867–1967, Műszaki Könyvkiadó, Budapest, 1969
- (szerk.) Császár László: Épülettípusok a kiegyezés utáni Magyarországon, Építésügyi Tájékoztatási Központ, Budapest, 1995, ISBN 963-512-770-7
- (szerk.) Ferkai András: Pest építészete a két világháború között, Modern Építészetért Építészettörténeti és Műemlékvédelmi Közhasznú Társaság, Budapest, 2001, ISBN 963-00-4753-5
- Ferkai András: Buda építészete a két világháború között. Művészeti emlékek, MTA Művészettörténeti Kutató Intézet, Budapest, 1995, ISBN 963-7381-57-0
- Pamer Nóra: Magyar építészet a két világháború között, Műszaki Könyvkiadó, Budapest, 1986, ISBN 963-10-6505-7
- Rados Jenő: Magyar építészettörténet, TERC Kft., Budapest, 2013, ISBN 978-963-9968-93-6
- Tóth Endre, Buzás Gergely: Magyar építészet sorozat, Kossuth Kiadó, Budapest, 2017
- Rozsnyai József, Szakács Béla Zsolt: A magyar építészet rövid története, Holnap Kiadó, 2017, ISBN 9789633491140

### Szobrászattörténetek
- Lyka Károly: Szobrászatunk a századfordulón 1896–1914, Corvina Könyvkiadó, Budapest, 1983

### Festészettörténetek
- Genthon István: A régi magyar festőművészet, Vác, 1932
- Genthon István: Az új magyar festőművészet története 1800-tól napjainkig, Budapest, 1935
- Horváth Gyöngyvér: A magyar festészet története fiataloknak, Budapest, é. n. [2000 körül]
- Garas Klára: Magyarországi festészet a XVII. században Budapest, Akadémiai Kiadó, 1955.
- Garas Klára: Magyarországi festészet a XVIII. században, Budapest, Akadémiai Kiadó, 1955.
- Szabó Júlia: A XIX. század festészete Magyarországon, Corvina Kiadó, Budapest, 1985
- Pogány Ö. Gábor: Magyar festészet a XX. században, Képzőművészeti Alap Kiadóváll., 1959
- Lyka Károly: Festészeti életünk a millenniumtól az első világháborúig (Magyar művészet 1896-1914), Corvina Kiadó, 1983

### Iparművészettörténetek
- Divald Kornél: A magyar iparművészet története, Szent István Társulat, Budapest, 1929 (Szent István Könyvek-sorozat)
- Héjjné Détári Angéla: A magyar iparművészet története, Budapest, 1972

### Népművészettörténetek
- (szerk.) Malonyai Dezső: A magyar nép művészete I–V., Franklin-Társulat, Budapest, 1907–1922 ( → elektronikus elérhetőség: MEK)

## Művészettörténeti könyvsorozatok

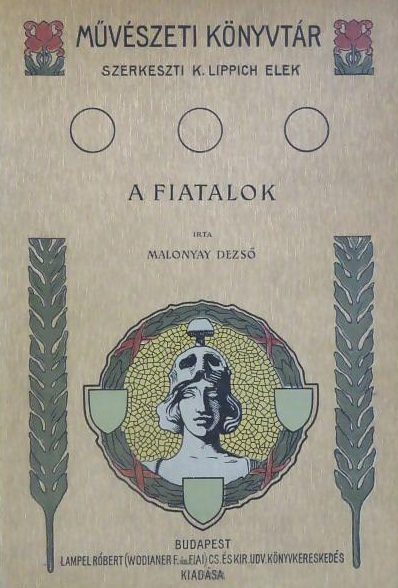
A Művészeti Könyvtár egy kötete

- Művészeti Könyvtár, Lampel Róbert (Wodianer Ferenc és Fiai) Császári és Királyi könyvkereskedése, Budapest, 1904–1911
- Művészettörténet, Gondolat Kiadó – Képzőművészeti Alap Kiadóvállalata, Budapest, 1950-es évek–1962?
- A Művészet Kiskönyvtára, Képzőművészeti Alap Kiadó Vállalata  Budapest, 1955–1969
- Képzőművészeti Zsebkönyvtár, Képzőművészeti Alap Kiadó Vállalata, Budapest, 1958–1988
- Magyar művészettörténet, MRT-Minerva, Budapest, 1970?–1971?
- Művészeti stílusok, Corvina Könyvkiadó, Budapest, 1972?–1985?
- Művészettörténeti szabadegyetem, Budapest, Helikon Kiadó, 2000?–2002?
- A művészet története, Magyar Könyvklub, Budapest, 2000–2001
- A művészet története, Corvina Kiadó Kft., Budapest, 2006–2007
- Magyar építészet, Kossuth Kiadó, Budapest, 2010-es évek
- A magyar festészet mesterei, Kossuth Kiadó, Budapest, 2010-es évek
- Világhíres festők, Kossuth Kiadó, Budapest, 2010-es évek

## Művészettörténeti lexikonok
- Művészeti lexikon, Budapest, Győző Andor Kiadása, 1926
- Művészettörténeti ABC, Budapest, Terra Kiadó, 1961
- Művészeti lexikon I–IV., Budapest, Akadémiai Kiadó, 1965–1968
- szerk. Kubinszky Mihály: Modern építészeti lexikon, Budapest, Műszaki Könyvkiadó, 1978
- Jutta Seibert – Körber Ágnes: A keresztény művészet lexikona, Budapest, Corvina Könyvkiadó, 1986
- szerk. Keszthelyi Katalin – Laczkó Ibolya: A magyar kerámiaművészet I. kötet. Alkotók, adatok, Budapest, Magyar Kerámikusok Társasága, 1999
- Kortárs magyar művészeti lexikon I–III., Budapest, Enciklopédia Kiadó, 1999–2000
- főszerk. Körber Ágnes: Magyar Művészeti Kislexikon, Budapest, Enciklopédia Kiadó, 2002
- Kiss Éva: Bútorművészeti lexikon, Budapest, Corvina Könyvkiadó, 2005
- Balázs-Arth Valéria: Délvidéki magyar képzőművészeti lexikon, Budapest, Timp Kiadó Kft., 2007
- Gyöngy Kálmán: Magyar karikaturisták adat- és szignótára. Karikaturisták, animációs báb- és rajzfilmesek, illusztrátorok, portrérajzolók. 1848–2007, Budapest, Ábra Kkt., 2008, https://web.archive.org/web/20190328042851/https://magyarkarikatura.com/
- Festészet A-tól Z-ig, Pécs, Alexandra Kiadó, 2008
- szerk. Salamon Nándor: Kisalföldi művészeti lexikon, Vasszilvágy, Magyar Nyugat Könyvkiadó, 2012
- szerk. Nádori Attila: Művészeti stílusok – Britannica Hungarica kisenciklopédia, Budapest, Kossuth Kiadó, 2014

## Egyéb életrajzgyűjtemények
- Nagy Gergely: Magyar építészek, Kossuth Kiadó, Budapest, 2004, ISBN 963-09-4503-7
- Hajós György: Építészek, Mérnökök, Építők, Építésügyi Tájékoztatási Központ Kft., Budapest, 2011, ISBN 9789635132232

## Kapcsolódó irodalom
- Magyar művészettörténészek listája